# 魂⛤姬
《魂姬》是劍康之創作的日本漫畫作品。《月刊Comic Rush》2007年1月26日開始連載。

## 故事簡介
一天，五神智則的面前出現一名自稱是他未婚妻的10歲小女孩，因為他被選為九曜家的繼承人，之後更陸續出現其他分家的女孩，為了要成為他的妻子，互相展開戰鬥。

## 登場角色
「聲：」是廣播劇CD的配音員。
五神智則（聲：岡本信彥）
主角。九曜家的繼承人。小時候和姊姊一同離開九曜家，對成為繼承人沒有興趣。擅長料理，夢想當一名廚師。
魂石為「叢雲」。

### 智則的未婚妻候選
一之宮女（聲：齋藤千和）
10歲。人稱「小公主」。通常穿著巫女服。
魂石為「咲夜」，能力是「劍神·宮本武藏」。武器是九曜劍。
三條有（聲：澤城美雪）
16歲。一開始對智則沒什麼興趣，不過後來漸漸喜歡上他。
能力是「戰乙女·蓋雷蕾兒」。武器是長槍。
四方堂真名（聲：門脇舞以）
14歲。對食物有很強的執著。會使用忍術。
能力是「齊天大聖·孫悟空」。武器是棍棒。
二之方櫻子（聲：加藤英美里）
擁有好幾個博士學位的天才。目標是征服世界，為了達成目的所以要將智則及掌門人之位弄到手，並對智則的力量很感興趣。
能力是「艾基斯之盾」。武器是盾。
六道寺天音（聲：壽美菜子）
櫻子的手下。天然呆。
能力是「畢洛克特坦斯」。武器是弓箭。

### 其他角色
神崎孝美（聲：伊藤加奈惠）
智則的青梅竹馬、鄰居、同班同學。暗戀智則。
五神清流
智則的姊姊。為了想做的事情，拒絕五神家繼承的位置，帶著智則離開。
小鞠
本家的長老，年齡超過100歲以上，不過外貌是個小女孩。人稱「婆婆」，但自己卻只接受別人叫他「小鞠妹妹」或「小鞠大人」。

## 用語
九曜總家
從古至今代代相傳的陰陽家一派，由六個分家共同組成，繼承人由分家中選出。
魂石
九曜各家代代相傳的傳家之寶，除了作為家族證明之外，還可以召喚式神，行使古代英雄的能力。

## 單行本
| 卷數 | 封面       | JIVE株式會社  | JIVE株式會社       | 東立出版社    | 東立出版社         |
| ---- | ---------- | ------------- | ------------------ | ------------- | ------------------ |
| 1    | 一之宮女   | 2007年9月15日 | ISBN 9784861764318 | 2008年9月15日 | ISBN 9789861019901 |
| 2    | 三條有     | 2008年5月10日 | ISBN 9784861765124 | 2008年9月15日 | ISBN 9789861019918 |
| 3    | 四方堂真名 | 2009年1月15日 | ISBN 9784861766152 | 2009年5月20日 | ISBN 9789861031576 |
| 4    | 二之方櫻子 | 2009年9月7日  | ISBN 9784861767067 | 2010年2月3日  | ISBN 9789861044217 |
| 5    | 六道寺天音 | 2009年1月7日  | ISBN 9784861767135 |               |                    |

## 外部連結
- Limited 剣 Works(仮) （页面存档备份，存于）（日語）